# Palais Wittgenstein (Düsseldorf)
Das Kulturzentrum Palais Wittgenstein in der Bilker Straße 7–9 in der Düsseldorfer Carlstadt beherbergt einen Kammermusiksaal, das Düsseldorfer Marionetten-Theater, das Institut Français Düsseldorf und eine Jugendstil-Cafeteria (ehemalige Metzgerei London, früher Lorettostraße).

## Geschichte

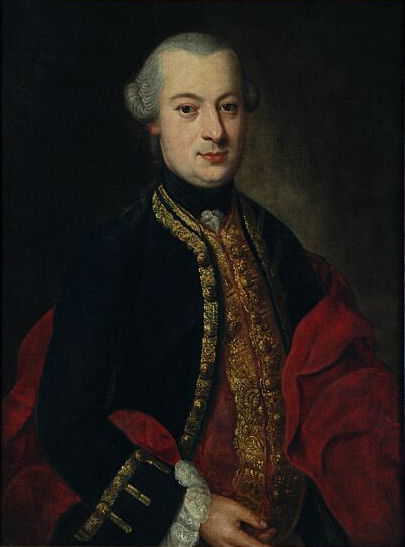
Anonym: Johann Jakob Freiherr von Kylmann (1751–1837), um 1780

Das heute unter dem Namen Palais Wittgenstein bekannte Gebäude (Haus Bilker Straße 7) wurde im Zuge der Besiedelung der Carlstadt nach 1790 vom Weinhändler Heinrich Huyssen erbaut, der der Essener Familie Huyssen entstammte. 1801 lebte er wieder in Essen, er besaß das Haus aber noch. Nächster Eigentümer wurde der Senatspräsident Johann Theodor Jakob Reichsfreiherr von Kylmann (1751–1837), später dessen Tochter Constanze (1801–1872) und ihr Ehemann Freiherr Phillip von Lezaack (1796–1878). 1874 kaufte Prinz Alexander zu Sayn-Wittgenstein das Haus, der es aber bereits 1876 wieder verließ. 1878 verlegte der Weinhändler Eduard Hauth (1845–1901), der das Palais 1877 erworben hatte, seine Weinhandlung vom Schwanenmarkt in die Bilker Straße 7 und konnte die von Huyssen angelegten Weinkeller nutzen. Er ließ 1887 unter anderem den Hof unterkellern. Das schmiedeeiserne Tor des Palais Wittgenstein, ein Meisterstück von Paul Bogus (1856–1925), wurde anlässlich der Gewerbeausstellung Düsseldorf 1902 für 600 Goldmark angekauft und bildete fortan die Werbemarke der Weinhandlung Hauth. Das Haus Bilker Straße 9 ließ Gottfried Bensberg, Besitzer der Krautmühle in der Neustadt, erbauen. 1790 wohnte hier der Kupferstecher Johann Gerhard Huck.
Den Gebäudekomplex Bilker Straße 7–9 veräußerte Arthur Hauth, der das Palais 1901 von seinem Vater geerbt hatte, 1953 auf Rentenbasis an die Landeshauptstadt Düsseldorf. 1974–76 wurden die im Zweiten Weltkrieg schwer geschädigten Gebäude vom Städtischen Hochbauamt, Architekt Alo Terhoeven, im äußeren Bild historisch rekonstruiert, innen modernen Bedürfnissen entsprechend eingerichtet. 1976 wurde das Palais Wittgenstein als Kulturzentrum eröffnet. Im Zuge der Umbaumaßnahmen wurde 1976 die 1975 von der Stadt Düsseldorf erworbene ehemalige Metzgerei Peter London, früher Lorettostraße 30, in das Palais eingebaut, die seitdem als Cafeteria genutzt wird. Sie ist ein Beispiel des Historismus um 1900 und wurde von Theodor London anlässlich der Weltausstellung im belgischen Gent für 28.000 Goldmark erworben, 1906 dort ausgestellt und mit einem ersten Preis ausgezeichnet.

## Heutige Nutzung

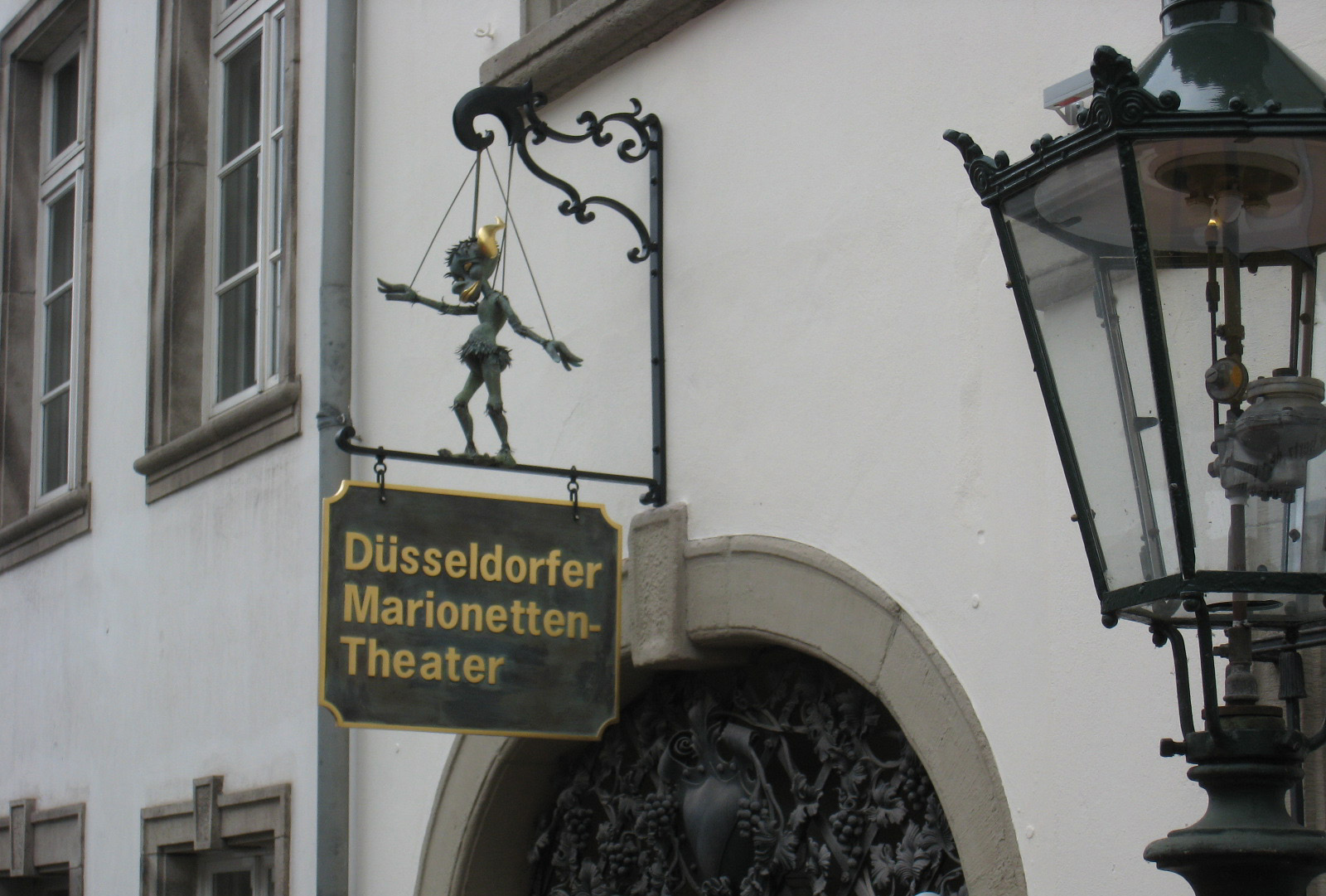
Toreingang Palais Wittgenstein mit Theaterschild und Bronzeskulptur

Das 1950 gegründete Institut Français Düsseldorf, zog 1977 ins Palais Wittgenstein. Es ist Veranstalter von Sprachkursen und Kulturprogrammen und unterhält eine Mediathek, Büros und Kursräume.
Im Kammermusiksaal des Palais Wittgenstein, der 234 Plätze bietet, finden regelmäßige Konzerte und Lesungen statt.
Über den Innenhof des Palais gelangt man zum Düsseldorfer Marionetten-Theater, das in ca. 230 Vorstellungen pro Jahr anspruchsvolle Inszenierungen für Erwachsene und größere Kinder ab acht Jahren zeigt. Das Repertoire umfasst 22 Inszenierungen, darunter Opern und modernes Musiktheater, Dramen und Märchen, ein Schwerpunkt sind Adaptionen von Michael-Ende-Werken. Zum Theater gehören Werkstätten und ein Theaterfundus im Keller mit über 500 Figuren. Das Marionetten-Theater ist seit 1965 im Palais ansässig, bis 1985 als „Theater Rheinischer Marionetten“ der Familie Zangerle, seit 1986 als „Düsseldorfer Marionetten-Theater gGmbH“ unter der Leitung Anton Bachleitners.